# Barrowgammarus macginitiei
Barrowgammarus macginitiei är en kräftdjursart som först beskrevs av Robert Alan Shoemaker 1955.  Barrowgammarus macginitiei ingår i släktet Barrowgammarus och familjen Anisogammaridae. Inga underarter finns listade i Catalogue of Life.